# 루이스 쿠비야
루이스 알베르토 쿠비야 알메이다(스페인어: Luis Alberto Cubilla Almeida, 1940년 3월 28일 ~ 2013년 3월 3일)는 전 우루과이의 축구 선수이자 축구 감독이었다. 쿠비야는 선수 시절 16번의 우승을 이루어냈고, 감독으로서는 17번의 우승으로 남아메리카 감독들 사이에서 가장 많은 우승을 한 감독 가운데 한 명이 되었다. FIFA 선정 20세기 최우수 선수에서 IFFHS는 쿠비야를 64번째에 뽑았다.

## 클럽 경력
쿠비야는 콜론 데 파이산두의 유소년 팀에서 축구를 시작했으며, 1957년 페냐롤에 입단, 4번의 리그 우승(1958년, 1959년, 1960년, 1961년)과 2번의 코파 리베르타도레스 우승(1960년, 1961년), 그리고 한 번의 인터콘티넨털컵 우승(1961년)을 이루었다. 1962년에는 FC 바르셀로나에 입단해 1963년 코파 델 레이에서 우승했다.
쿠비야는 1964년 남아메리카로 돌아와 리버 플레이트에 들어갔고, 1969년 나시오날로 이적해 4번의 리그 우승(1969년, 1970년, 1971년, 1972년)과 한 번의 코파 리베르타도레스 우승(1971년), 한 번의 인터콘티넨털컵 우승(1971년), 한 번의 코파 인테라메리카나 우승(1972년)을 달성했다.
이후 산티아고 모닝과 데펜소르 스포르팅에서 뛰었으며, 1976년 데펜소르 스포르팅 소속으로 페냐롤과 나시오날의 리그 2강 체제를 깨고 리그 우승을 차지했다.

## 국가대표팀 경력
쿠비야는 1959년부터 1974년까지 우루과이 축구 국가대표팀의 일원으로서 활약했다. 1962년 FIFA 월드컵, 1970년 FIFA 월드컵, 1974년 FIFA 월드컵에 출전했으며, 1970년 FIFA 월드컵에서는 4위를 기록했다.

## 감독 경력
쿠비야는 감독 경력을 1978년 클루브 올림피아에서 시작한 뒤 클루브 올림피아에서 많은 우승을 이루어냈다. 이후 여러 클럽 감독을 거친 뒤 1990년부터 1993년까지 우루과이 축구 국가대표팀 감독을 지내며 형 페드로 쿠비야와 함께 일했다. 1991년 코파 아메리카에서는 조별 예선 탈락, 1993년 코파 아메리카에서는 8강까지 진출했으나 콜롬비아에게 승부차기 끝에 졌다.
이후 다시 여러 클럽의 감독으로 있은 뒤 2010년 다시 클루브 올림피아의 감독을 맡은 뒤 2012년 파라과이의 타카리 FC의 감독을 지냈고, 2013년 3월 3일 파라과이 아순시온에서 사망했다.

## 수상

### 선수
| 년도 | 클럽              | 대회                       |
| ---- | ----------------- | -------------------------- |
| 1958 | 페냐롤            | 우루과이 프리메라 디비시온 |
| 1959 | 페냐롤            | 우루과이 프리메라 디비시온 |
| 1960 | 페냐롤            | 우루과이 프리메라 디비시온 |
| 1960 | 페냐롤            | 코파 리베르타도레스        |
| 1961 | 페냐롤            | 우루과이 프리메라 디비시온 |
| 1961 | 페냐롤            | 코파 리베르타도레스        |
| 1961 | 페냐롤            | 인터콘티넨털컵             |
| 1963 | FC 바르셀로나     | 코파 델 레이               |
| 1969 | 나시오날          | 우루과이 프리메라 디비시온 |
| 1970 | 나시오날          | 우루과이 프리메라 디비시온 |
| 1971 | 나시오날          | 우루과이 프리메라 디비시온 |
| 1971 | 나시오날          | 코파 리베르타도레스        |
| 1971 | 나시오날          | 인터콘티넨털컵             |
| 1972 | 나시오날          | 우루과이 프리메라 디비시온 |
| 1972 | 나시오날          | 코파 인테라메리카나        |
| 1976 | 데펜소르 스포르팅 | 우루과이 프리메라 디비시온 |

### 감독
| 년도 | 클럽            | 대회                       |
| ---- | --------------- | -------------------------- |
| 1978 | 클루브 올림피아 | 파라과이 프리메라 디비시온 |
| 1979 | 클루브 올림피아 | 파라과이 프리메라 디비시온 |
| 1979 | 클루브 올림피아 | 코파 리베르타도레스        |
| 1979 | 클루브 올림피아 | 코파 인테라메리카나        |
| 1980 | 클루브 올림피아 | 인터콘티넨털컵             |
| 1981 | 페냐롤          | 우루과이 프리메라 디비시온 |
| 1982 | 클루브 올림피아 | 파라과이 프리메라 디비시온 |
| 1988 | 클루브 올림피아 | 파라과이 프리메라 디비시온 |
| 1989 | 클루브 올림피아 | 파라과이 프리메라 디비시온 |
| 1990 | 클루브 올림피아 | 수페르코파 수다메리카나    |
| 1990 | 클루브 올림피아 | 코파 리베르타도레스        |
| 1990 | 클루브 올림피아 | 레코파 수다메리카나        |
| 1995 | 클루브 올림피아 | 파라과이 프리메라 디비시온 |
| 1997 | 클루브 올림피아 | 파라과이 프리메라 디비시온 |
| 1998 | 클루브 올림피아 | 파라과이 프리메라 디비시온 |
| 1999 | 클루브 올림피아 | 파라과이 프리메라 디비시온 |
| 2003 | 클루브 올림피아 | 레코파 수다메리카나        |

| 이전 세바스티앙 라자루니 | 제5대 남아메리카 올해의 감독 1990년 | 다음 알피오 바실레 |